# Atelier Iris 2: The Azoth of Destiny
Atelier Iris 2: The Azoth of Destiny, in Giappone Iris no atelier: Eternal Mana 2 (イリスのアトリエ エターナルマナ2?, Irisu no Atorie Etānaru Mana 2), è un videogioco di ruolo sviluppato dalla software house giapponese Gust per PlayStation 2. Il videogioco è stato pubblicato in Giappone il 26 maggio 2005 ed in America del nord il 25 aprile 2006. Si tratta di un prequel di Atelier Iris: Eternal Mana.

## Colonna sonora
Sigla di apertura
- ETERNAL STORY cantata da Haruka Shimotsuki

Sigla di chiusura
- 旅立ちの扉 (Tachidachi no Tobira / Door of Departure) cantata da Mami Horie